# Szlachta zaściankowa
Szlachta zaściankowa, zwana także szlachtą zagrodową – potoczne określenie tzw. szlachty okolicznej, drobnej szlachty.

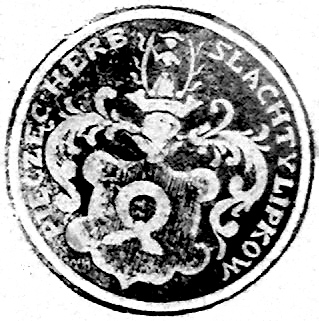
AGAD Pieczęć szlachty zaściankowej w Lipkach

## Historia
Szlachta zaściankowa występowała głównie na terenach Ukrainy, Litwy, Kresach. Pauperyzacja tej szlachty oraz przejmowanie i odbieranie ziemi szlachcie przez dużych posiadaczy doprowadziło do wykształcenia się m.in. na Wołyniu, Podolu i Kijowszczyźnie tzw. szlachty czynszowej. Na terenach, gdzie nie występowali wielcy posiadacze można mówić raczej o okolicznej szlachcie, która została utożsamiona ze szlachtą zaściankową. Określenie szlachta zaściankowa nabrało w polskiej kulturze dwóch przeciwstawnych znaczeń, z jednej strony zaścianek jest utożsamiany z zacofaniem, ciemnotą, ciemnogrodem, wstecznictwem, i jest to pogląd związany z propagandą komunistyczną, z drugiej natomiast strony, w poglądzie związanym z polską tradycją romantyczną oraz mesjanizmem, jest utożsamiony z patriotyzmem, szacunkiem dla Boga i Ojczyzny, poświęceniem dla ojczyzny, szczególnym przywiązaniem do religii katolickiej, konserwatyzmem, tradycjonalizmem, przywiązaniem do cnót rycerskich, republikańską wspólnotą.

### Okres Rzeczypospolitej Obojga Narodów
Najliczniejsza w XVIII wieku grupa szlachty w Rzeczypospolitej Obojga Narodów, składała się ze zbiedniałych członków stanu szlacheckiego posiadających ziemię na prawie pańskim, lecz nie posiadających poddanych chłopów, która uprawiała ziemię „samodzielnie lub pospołu z czeladzią swoją”, ani tym bardziej poddanych mieszczan w miastach prywatnych, czy też własnej szlachty służebnej. Szlachta zaściankowa czy zagrodowa wykształciła się wskutek podziału dawnej większej majętności, np. całej wsi, folwarku. Posiadała prawo głosu na sejmach i sejmikach, wyłączne prawo posiadania ziemi na prawie pańskim, dziedziczne prawo sądzenia swoich poddanych -  nawet jeśli w danym pokoleniu ich nie miała - prawo obejmowania wyższych godności kościelnych, prawo do starania się o urzędy i tytuły honorowe nadawane przez króla i Sejm, osobistego udziału w obiorze króla, przywileje sądowe i ekonomiczne oraz tradycje rodzinne i herb szlachecki, a także, jak pozostałych przedstawicieli narodu szlacheckiego, obejmował ją przywilej neminem captivabimus nisi jure victum, czyli nietykalność osobista bez wyroku sądowego.
Dzięki zasadzie równości szlachty osiadłej niezależnie od wielkości posiadanego na prawie pańskim dominium – „szlachcic na zagrodzie równy wojewodzie”, szlachta ta stała się z czasem obiektem walki o głosy. Bogata magnateria starała się przeciągnąć biedną szlachtę na swoją stronę kupując sobie jej poparcie, tzw. kreski, przed każdym sejmem. System klienteli przetrwał do XIX wieku.

### Po rozbiorach
Po rozbiorach Polski zaborcy dążyli do ograniczenia liczebności szlachty polskiej, domagano się dostarczenia dokumentów potwierdzających szlachectwo. Polityka ta dotknęła szczególnie szlachtę zaściankową, która zwykle nie mogła dostarczyć wymaganych dokumentów lub nie było jej stać na kosztowne postępowanie administracyjne. Szlachcice zagrodowi stawali się więc mieszczanami lub nawet chłopami. W ten sposób liczebność szlachty zaściankowej z aktualnymi dokumentami w końcu XIX w.. ograniczona została nawet o 90 procent Inne czynniki w tym upadku polegały na intensywnej kolonizacji niemieckiej, która stwarzała pewnego rodzaju rywalizacje o byt na wsiach, tak w zaborze pruskim, jak i w zaborze rosyjskim gdzie to stanowiło część polityki wobec ziemiaństwa polskiego. Ponadto powstania, w których chłopi rzadko brali udział, niosły za sobą – oprócz szubienicy – konfiskaty, wygnanie w głąb Rosji, oraz emigracje do Europy zachodniej i do Stanów Zjednoczonych. Stąd powstała diaspora polska w świecie. 
Uwłaszczenie chłopów w roku 1864 w zaborze rosyjskim, a co za tym idzie przeprowadzanie parcelacji przez właścicieli dużych i wielkich posiadłości ziemskich, związanych z brakiem rąk do pracy, otworzyło nowe możliwości dla okolicznej szlachty. Wytworzył się nawet typ szlachcica, którego głównym zajęciem oraz źródłem dochodów był udział w przeprowadzaniu, pośredniczeniu i rozsprzedaży ziemi z parcelacji, która była kupowana w dużych, kilkuwłókowych działach. Skorzystali na tym głównie tzw. dziedzice części wsi, którzy posiadali skumulowany kapitał, a także swoje posiadłości szlacheckie, które mogli łatwo sprzedać w związku z głodem ziemi na wsiach szlacheckich, gdzie tradycyjnie już ziemi przypisywano największą wartość. W związku z brakiem kapitału i niechęcią szlachty, chłopi nie brali udziału w kupowaniu ziemi z majątków i przekształcili się de facto w parobków u nowych szlacheckich posiadaczy. Posiadłości tej szlachty mogły mieć od kilkunastu morgów do aż kilkunastu włók, kiedy to stanowiły już folwarki, np. górną granicę tej własności Rouppertowa ustaliła na 600 morgów. Między szlachtą, nawet bardzo ubogą, a chłopstwem istniała przepaść, związana z innym pochodzeniem oraz tradycją i dumą szlachecką, w związku z czym chłopów niechętnie dopuszczano do swojego towarzystwa, warstwa ta zachowała także bardzo długo pewne style zachowań oraz manifestowane publicznie konwenanse, odróżniając się tym samym zdecydowanie, pod względem mowy, zachowań, sposobu ubioru od warstwy chłopskiej, a nawiązując do swojego szlachectwa, aspirując tym samym do warstw wyższych, nawet jeżeli nie pozwalała na to sytuacja majątkowa. Silne tradycje drobnoszlacheckie zachowały się m.in. na Poborzu. Wiele elementów świadomości szlacheckiej przetrwało na Kresach (zob. Ziemie zabrane) pomimo fizycznej eksterminacji i ekonomicznej degradacji ludności polskiej w okresie sowieckim (zob. Czajkowice, Smolarnia).
Wśród przedstawicieli tej szlachty współczynnik analfabetyzmu był niższy niż wśród ludności chłopskiej, co wiązało się z wyższym poziomem zamożności, a także kształceniem dzieci w kilkuklasowych szkołach powszechnych. Przedstawiciele tych rodzin pełnili funkcje wójtów i sołtysów w swoich wsiach i okolicach oraz górowali kulturowo i materialnie nad ludnością chłopską. Najubożsi przedstawiciele tej szlachty posiadali bardzo małe działy ziemi lub nie posiadali jej wcale, na skutek dużych rodzin i podziałów, zgodnie z którymi każdy potomek musiał otrzymać swoją część, w związku z czym byli zmuszeni do pracy u bogatszych sąsiadów i stali się wyrobnikami, jednak nie tracąc przy tym szlachectwa i w aktach, nawet jeżeli byli wyrobnikami zapisywano, że są szlachetnie urodzeni. Istniał także pogląd, zgodnie z którym całkowicie spauperyzowany szlachcic bez ziemi górował intelektualnie nad swym zamożniejszym sąsiadem, ponieważ sytuacja materialna zmuszała go do poszukiwania chleba i w związku z tym nierzadko był to człowiek, który podróżując za chlebem poznawał świat i pracował wykonując różne funkcje, w związku z czym jego horyzont mógł być szerszy niż zasiedziałego, okolicznego szlachcica.

### XIX i XX wiek
Część przedstawicieli tej szlachty kontynuowało edukację na uniwersytetach, jednak ten współczynnik był bardzo niski w związku z elitarnym charakterem wykształcenia uniwersyteckiego w XIX i na początku XX wieku. Wybierano głównie karierę duchowną, która była związana z tradycyjnie silnym przywiązaniem okolicznej szlachty do Kościoła katolickiego oraz studia prawnicze, które utożsamiano z godnym dla szlachcica zajęciem. Pewna grupa zrobiła także karierę w zawodach inżynierskich, na carskiej kolei oraz w armii carskiej, osiągając nieraz bardzo wysokie stopnie. W związku z coraz silniejszą pauperyzacją część tej szlachty przekształciła się jeszcze w XIX wieku w tzw. szlachtę brukową, np. w XIX w. Warszawie 25% ludności posiadało szlacheckie pochodzenie. Następnie grupa ta zasiliła szeregi proletariatu miejskiego oraz warstwy inteligenckiej.